# 春川芽生
春川 芽生（はるかわ めいく、Meiku Harukawa、1996年8月11日 - ）は、日本の女優、モデル、声優。身長169cm。スリーサイズ 87-63-88cm。大阪府出身。スターダストプロモーション所属。
第13回ニコラモデルオーディショングランプリ。元『nicola』専属モデル。
2020年11月、スターダストプロモーション制作3部から声優部へ移動した。

## 経歴

### デビュー
2009年、ファッション雑誌『nicola』の第13回ニコラモデルオーディションで、当時最多の14,076名の中から、藤田ニコル、池田依來沙、古畑星夏、松井愛莉とともにグランプリに選ばれ、ニコモとなる。ニコモになると同時に、スターダストプロモーションに所属。オーディション応募のきっかけは「中1の時に、オシャレな友人の家に雑誌が置いてあり、同級生と共にモデルに応募した」と、ファンからの質問に答えている。

### nicola時代
単独表紙はないものの、2009年10月号のデビューから、卒業の2013年5月号まで、5回の表紙を飾った。
2010年9月、ニコモによる音楽グループ「ニコ☆モコ」に、藤田ニコルとともに新メンバーとして加入。2010年・2011年に新曲を音楽配信限定でリリース。情報番組に告知出演した。毎年開催されていた「ニコモ秋の大運動会」では、持ち前の運動神経の良さで大活躍をし、「野生児メイク」と言われていた。
2011年2月（3月号）、オーディション出身同期で同い年の池田エライザ、松井愛莉、古畑星夏と4人でニコラ内のユニットを結成。ニコラ読者からユニット名を募集、4月（5月号）にユニット名が決定。「♡4ever（ラブフォーエバー）」のユニット名で活動する。「新ニコラ学園物語」という誌面小説にて、当時ニコモ初となる原作デビューを果たし、池田エライザとともに自らもキャストとして登場した（2011年5月号）。
2013年5月号を以て同誌を卒業。同期の中で唯一、デビューから卒業までの毎号連続で掲載されていた。ニコラ卒業後も「大阪開放日」にてニコモOG初のMCを2度担当した。
2018年3月28日に開催された「nicola20周年記念パーティー」に野中葵とともに出席した。

### グラビア
2022年8月1日発売の『週刊ヤングマガジン』35号（講談社）の巻末グラビアにて、グラビア・デビューを果たす。同誌で自身初の水着姿を披露。翌週8月8日発売の『週刊プレイボーイ』34・35号（集英社）にも水着グラビアが掲載され、初のデジタル写真集『春川芽生「イケメンすぎる美女」』が同じく8月8日に発売された。

### 人物
趣味は絵を描くこと、歌うことで、特技は絵を描くことである。
漫画やアニメが好きで、特に『名探偵コナン』『HUNTER×HUNTER』『BANANA FISH』『ブルーピリオド』などを愛読し『ラブライブ!』にもハマっている。
nicola撮影時は、大阪から東京に通い、同じ事務所の中山絵梨奈や森川葵と一緒に泊まったことがある。
nicola時代の同期の中では、みんなをまとめるムードメーカー的存在で、卒業後も交流が続いている。
池田エライザとは、nicola時代より「エラメイ」と呼ばれ、人気があった。池田のInstagramの開始当時に多数出ており、見た目からカップルに間違われることもある。写真を撮り合ったりインスタライブを何度か開催している。上京後は池田から紹介され、同じ美容師に担当してもらっている。
古畑星夏とは旅行に行き、YouTubeに登場している。『タビフク。』という番組にも古畑星夏と一緒に出演し、私服で旅をするという内容であった。また、古畑のYouTubeチャンネルにも、nicola時代から仲の良かった田中若葉・野中葵とともに登場している。
nicolaを卒業後は、おもに舞台にて活動しており、楽屋では笑いが絶えず、キャスト内でもファンが多い。舞台『三人姉妹』で一緒だった久保史緒里からは「美しさと面白さを兼ね備えた最強の人物」と言われている。
SNSはアメーバブログを2016年7月、Instagramを同年9月、Twitterを2019年9月から開始。それらのSNSを駆使し、独特の文章表現や声の出るブログ、自作のイラストや歌、コスプレなどを掲載している。また、被写体として池田エライザや、護あさななどに撮ってもらった作品を掲載している。
春川は応援してくれているファンのことを「芽生人」と書き、「めいじん」と読ませている。「あ、芽生人!でアメイジングに聞こえるという、なんとも優れた通称なのであーる」と説明している。
2018年・2019年に出演した舞台『NINJA ZONE』シリーズは坂本浩一が原案・総監督であり、春川のことは『ウルトラマンギンガS』から知っており、舞台公演での活躍などから『ウルトラマントリガー NEW GENERATION TIGA』へのオファーに繋がった。坂本は春川について、「『ウルトラマンギンガS』で地底の民ビクトリアンのヒヨリを演じ、ボーイッシュで目力が強く、一方でかわいい面も持ち合わせている。総監督を務めた舞台『NINJA ZONE～RISE OF THE KUNOICHI WARRIOR～』で、忍者チームをまとめるリーダー的存在で出演してもらったが、それがすごく良くて、翌年の『NINJA ZONE～FATE OF THE KUNOICHI WARRIOR～』では役をグッと大きくして、劇中で歌唱シーンも用意した。そうすると、こちらが期待している以上のことを見事にやってくれる。普段から明るく、頭の回転が早い。何かこちらが言葉をかけると、的確な"返し"が飛んでくる。『ウルトラマントリガー NEW GENERATION TIGA』のヒマリには、ユナとは違った女性隊員の魅力を打ち出すよう、頑張ってもらおうと思っている」と、期待を寄せていた。
そして、『ウルトラマントリガー NEW GENERATION TIGA』で共演した水野直からは「サービス精神が旺盛で、普通は躊躇するところを『どーも!』と踏み込んでいくところがある」と言われ、高木勝也からは「…でも、真面目なんだよね」と春川の性格を評している。

### 映画（経歴）
2013年公開の「バナナvsピーチまつり」にて映画デビュー。男女の監督が同じテーマ、同じ主演俳優で短編映画を1本ずつ撮って競い合う企画であり、春川は仲野太賀と共にW主演となった。映画はゆうばり国際ファンタスティック映画祭2013で観客賞を受賞。舞台挨拶は仲野のみ壇上。これらの作品は凱旋上映され、それぞれに他の映画祭にも出品された。
2016年公開の『イースターナイトメア 死のイースターバニー』ではダンス部の高校生のやよい役で出演。本作品で初めて舞台挨拶に登壇する。続く『シンデレラゲーム』では、「僕」が一人称の男装アイドルを演じ「男役や男装に憧れがあり小さな夢が叶った」とブログに綴っている。共演した其原有沙は「特にルイちゃん（を演じた春川）のギャグセンスが高く楽屋でもすごい楽しかった」と舞台挨拶で語った。
2017年公開の『人狼ゲーム ラヴァーズ』では古畑星夏とnicolaを卒業して以来、初の共演。同時にnicolaの先輩である溝口恵とも共演し「キャストを知った時にわくわくしました」とブログに綴っている。

### 舞台（経歴）
初舞台は2015年の『心は孤独なアトム』（森岡利行 作・演出）である。
2017年の『美少女戦士セーラームーン -Le Mouvement Final-』のオーディションで、セーラースターファイター／星野光役を掴んだあと、汐月しゅうや立道梨緒奈、五十鈴ココとともに『三人姉妹』でも共演した。

### 声優
スターダストプロモーションにはデビュー時から所属しているが、2020年11月に制作3部から声優部へと移動した。YouTubeのジャンプチャンネルにて公開されたボイスコミック『テラスハウスダスト』（2021年2月公開）と『漫画家異世界取材旅行』（2021年3月公開）にて声優デビューとなる。
2022年には『ウマ娘 プリティーダービー』のシンボリクリスエス役としての登場キャラクターが決定し、ゲームおよび、それに付随するアニメやライブ、YouTube番組のデビューを果たした。

## 出演
太字はメインキャラクター。

### テレビ番組
- NHKドラマ 春ドラマ「ハズカム」（2012年）- 春の妖精「ハル」 役[40]
- ウルトラシリーズ（テレビ東京）
  - ウルトラマンギンガS（2014年）- ヒヨリ 役[41]
  - ウルトラマントリガー NEW GENERATION TIGA（2021年 - 2022年）- ナナセヒマリ 役[42]
- 痛快TV スカッとジャパン（フジテレビ）
  - 第54回「胸キュンスカッと クッキーは初恋の味」（2016年）
  - 第79回「胸キュンスカッと 恋の第一志望は…」（2017年）
  - 第86回「君の素振りを見てたら頑張れた」（2017年）
  - 第93回「店員さんは見た! スカッと解決ランキング スーパー編」（2017年）
- 世界の文学がわかる!あらすじ名作劇場（2016年、BS朝日）
  - 二葉亭四迷「浮雲」- 園田勢子 役[43]
  - 「とりかへばや物語」- あすか 役
- 電影少女-VIDEO GIRL MAI 2019-（2019年4月26日、テレビ東京）- 第3話[44]

### Webドラマ
- 『劇場版 仮面ライダーリバイス』スピンオフ配信ドラマ『Birth of Chimera』（2022年7月22日、東映特撮ファンクラブ）[45]　- ミナミ 役[46]
- ウルトラマンレグロス（2023年、TSUBURAYA IMAGINATION）- マグマ地獄兄妹ラバの声 役[47]

### ラジオ
- らじらー!（2012年12月1日、NHKラジオ）- ♡4everメンバー全員で出演 [48]

### カタログ
- ニッセン「プチベリー」
  - 2013年冬号カタログ番号4345
  - 2014年春号カタログ番号4180
  - 2014年春号カタログ番号4181
  - 2015年新春号カタログ番号4005

### 映画
- バナナvsピーチまつり[49]
  - 「雑音」（2013年）- 主演・歩 役（太賀とW主演）[50][32]
  - 「筋肉痛少女」（2013年）- 主演・薫 役（太賀とW主演）[30][31]
- イースターナイトメア 死のイースターバニー（2016年）- やよい 役[51][52]
- シンデレラゲーム（2016年）- 紅林ルイ 役[35]
- 人狼ゲーム ラヴァーズ（2017年）- 梅津楓 役[53]
- ウルトラマントリガー エピソードZ（2022年）- ナナセヒマリ 役[54]
- 劇場版 仮面ライダーリバイス バトルファミリア（2022年）- ミナミ 役[55]

### 舞台
- “STRAYDOG”Produce公演「心は孤独なアトム」（2015年）- ウラン 役[56]
- 美少女戦士セーラームーン -Le Mouvement Final-（2017年）- 星野光 / セーラースターファイター 役[57]
- 三人姉妹（2018年）- トゥーゼンバフ 役[58]
- 爆走おとな小学生
  - [Otona Project 第十五弾] 第四回特別授業「こっちにおいで、ジョセフィーヌ」team Pluie（2018年）- 銀咲大河 役[59]
  - [Otona Project 第十七弾] 第七回全校集会「勇者セイヤンの物語〜ノストラダム男の予言〜」（2018年）- スラウィムボーグ 役[60]
  - [Otona Project 第二十弾］第二十回公演記念授業「ヤキソバチルドレン」（2018年）- 唯香/W主演 役[61]
  - [Otona Project 第二十八弾] 第十三回全校集会「勇者セイヤンの物語（真）」（2019年）- ライッチュン 役[62]
- NINJA ZONE 
  - 〜RISE OF THE KUNOICHI WARRIOR〜（2018年）- 蒼 役[63]
  - 〜FATE OF THE KUNOICHI WARRIOR〜（2019年）- 蒼 / 音羽 役[64]
- AiiA presents' 舞台「刀使ノ巫女」（2018年）- 藤原美奈都 役[65]
- INFINITY 〜幕末妖刀異譚〜（2019年）- おりょう 役[66]
- Darc 〜麗しのオールドローズ〜（2019年）- 森蘭丸 役[67]

### MV
- スキマスイッチ 青春（2019年）
  - Music Video[68]
  - Music Video Documentary[69]

### CM・広告
- アルケミスト nicola監修 モデル☆おしゃれオーディション（2010年、自信アリ 篇[70] / 自信ナシ 篇[71]）
- アルケミスト nicola監修 モデル☆おしゃれオーディション2（2011年、インタビュー 篇[72] / メイキング 篇[73]）
- 日本税理士会連合会「全国統一 イメージキャラクター」（2019年 - 2020年）[74]
- サンスター「Ora2 me マウススプレー」（2020年）[75]

### イベント
- メガホビEXPO2017 Autumn（2017年11月25日）- 「美少女戦士セーラームーン おさBUのスペシャルステージ」[76][77][78]
- ミュージカル「美少女戦士セーラームーン」-Le Mouvement Final-DVD発売記念イベント「Final」（2018年3月31日）[79]
- メインキャスト集結!新番組「ウルトラマントリガー」オンライン発表会（2021年6月10日）[80]
- ウルトラヒーローズEXPO 2022 ニューイヤーフェスティバル スペシャルトークショー（2022年1月4日）[81]
- メインキャストと一緒に観よう!「ウルトラマントリガー エピソードZ」同時視聴会（2022年3月18日）[82]

### Webアニメ
- うまゆる（2022年 - 2023年、シンボリクリスエス[83]）

### ゲーム
2022年
- ウマ娘 プリティーダービー（2022年 - 2023年、シンボリクリスエス）
- シャドウブライド（リリー）

2023年
- テミラーナ国の強運姫と悲運騎士団（アンジェラ・オルステット・テミラーナ）
- アーテリーギア-機動戦姫-（スモーク）
- ガーディアンテイルズ（シャピラ〈2代目〉）
- 逆転オセロニア（ロロアーナ）

### デジタルコミック
- テラスハウスダスト-TERRACE HOUSE DUST（2021年2月13日）- 佳尾歌梨奈 役[89]
- 漫画家異世界取材旅行 前編・後編（2021年3月10日・11日）- 女戦士 役[90][91]

### ライブイベント
- ウマ娘 プリティーダービー 4th EVENT SPECIAL DREAMERS!! EXTRA STAGE（2022年11月6日、ベルーナドーム）- ウマ娘 プリティーダービー シンボリクリスエス 役[92]
- ウマ娘 プリティーダービー 5th EVENT ARENA TOUR GO BEYOND -WISH-（2023年7月15・16日、ぴあアリーナMM）- ウマ娘 プリティーダービー シンボリクリスエス 役[93]
- ウマ娘 プリティーダービー 5th EVENT ARENA TOUR GO BEYOND -YEEL-（2024年2月3日、有明アリーナ）- ウマ娘 プリティーダービー シンボリクリスエス 役
- Lemino presents ANIMAX MUSIX 2024 FALL（2024年11月23日、横浜アリーナ）- ウマ娘 プリティーダービー シンボリクリスエス 役[94][95]

### インターネット配信番組
- 春川芽生と松田彩希の○○ボーダーライン（2023年4月10日 - 、OPENREC.tv）[96]

### その他
- チャット小説アプリpeep「記憶にない家族」（2019年12月4日）- 優子 役[97]
- MV Kasumi aizawa. 「A world with border」（2020年6月29日）- 相澤香純。の楽曲に絵で参加[98]

## 書籍

### 雑誌
- nicola（2009年10月号 - 2013年5月号、新潮社）- 専属モデル
- 東京ディズニーリゾート グッズコレクション 2014-2015（講談社）[99]

### デジタル写真集
- ヤンマガアザーっす!（YM2022年35号）- ヤンマガWeb[13]
- 【デジタル限定】春川芽生写真集「イケメンすぎる美女」- 週プレ グラジャパ![16]

## ディスコグラフィ

### キャラクターソング
| 発売日         | 商品名                                    | 歌 | 楽曲                            | 備考                                      |
| -------------- | ----------------------------------------- | --- | ------------------------------- | ----------------------------------------- |
| 2023年2月8日   | ウマ娘 プリティーダービー WINNING LIVE 10 | シンボリクリスエス（春川芽生） | 「THE SUPER STRONG S」          | ゲーム『ウマ娘 プリティーダービー』関連曲 |
| 2023年2月8日   | ウマ娘 プリティーダービー WINNING LIVE 10 | トウカイテイオー（Machico）、マルゼンスキー（Lynn）、タイキシャトル（大坪由佳）、グラスワンダー（前田玲奈）、メジロライアン（土師亜文）、ナイスネイチャ（前田佳織里）、ダイタクヘリオス（山根綺）、サクラチヨノオー（野口瑠璃子）、ツルマルツヨシ（青山吉能）、ヤマニンゼファー（今泉りおな）、シンボリクリスエス（春川芽生）、タニノギムレット（松岡美里）、ダイイチルビー（礒部花凜）、ケイエスミラクル（佐藤日向） | 「うまぴょい伝説」              | ゲーム『ウマ娘 プリティーダービー』関連曲 |
| 2023年3月29日  | アニメ『うまゆる』アルバム                | ウオッカ（大橋彩香）、ダイワスカーレット（木村千咲）、ツルマルツヨシ（青山吉能）、シンボリクリスエス（春川芽生）、タニノギムレット（松岡美里） | 「ゆるパカHAPPY DAYS!」         | Webアニメ『うまゆる』エンディングテーマ   |
| 2023年3月29日  | アニメ『うまゆる』アルバム                | スペシャルウィーク（和氣あず未）、サイレンススズカ（高野麻里佳）、トウカイテイオー（Machico）、マルゼンスキー（Lynn）、オグリキャップ（高柳知葉）、ゴールドシップ（上田瞳）、ウオッカ（大橋彩香）、ダイワスカーレット（木村千咲）、グラスワンダー（前田玲奈）、メジロマックイーン（大西沙織）、エルコンドルパサー（髙橋ミナミ）、テイエムオペラオー（徳井青空）、シンボリルドルフ（田所あずさ）、エアグルーヴ（青木瑠璃子）、アグネスデジタル（鈴木みのり）、セイウンスカイ（鬼頭明里）、ファインモーション（橋本ちなみ）、マヤノトップガン（星谷美緒）、ユキノビジン（山本希望）、アグネスタキオン（上坂すみれ）、イナリワン（井上遥乃）、ウイニングチケット（渡部優衣）、エアシャカール（津田美波）、トーセンジョーダン（鈴木絵理）、ナカヤマフェスタ（下地紫野）、ナリタタイシン（渡部恵子）、ハルウララ（首藤志奈）、マチカネフクキタル（新田ひより）、メイショウドトウ（和多田美咲）、キングヘイロー（佐伯伊織）、マチカネタンホイザ（遠野ひかる）、ダイタクヘリオス（山根綺）、ツインターボ（花井美春）、シリウスシンボリ（ファイルーズあい）、ツルマルツヨシ（青山吉能）、シンボリクリスエス（春川芽生）、タニノギムレット（松岡美里）、ハッピーミーク（吉咲みゆ） | 「うまぴょい伝説（Game Size）」 | Webアニメ『うまゆる』エンディングテーマ   |
| 2023年3月29日  | ウマ娘 プリティーダービー WINNING LIVE 11 | スペシャルウィーク（和氣あず未）、トウカイテイオー（Machico）、テイエムオペラオー（徳井青空）、ナリタブライアン（衣川里佳）、シンボリルドルフ（田所あずさ）、マヤノトップガン（星谷美緒）、マンハッタンカフェ（小倉唯）、アグネスタキオン（上坂すみれ）、アドマイヤベガ（咲々木瞳）、マーベラスサンデー（三宅麻理恵）、ミスターシービー（天海由梨奈）、ツインターボ（花井美春）、サトノダイヤモンド（立花日菜）、キタサンブラック（矢野妃菜喜）、サクラローレル（真野美月）、ナリタトップロード（中村カンナ）、シンボリクリスエス（春川芽生）、タニノギムレット（松岡美里）、メジロラモーヌ（東山奈央）、サトノクラウン（鈴代紗弓）、シュヴァルグラン（夏吉ゆうこ）、ジャングルポケット（藤本侑里） 、カツラギエース（藤原夏海） | 「DRAMATIC JOURNEY」            | ゲーム『ウマ娘 プリティーダービー』関連曲 |
| 2023年3月29日  | ウマ娘 プリティーダービー WINNING LIVE 11 | スペシャルウィーク（和氣あず未）、トウカイテイオー（Machico）、ウオッカ（大橋彩香）、テイエムオペラオー（徳井青空）、ナリタブライアン（衣川里佳）、シンボリルドルフ（田所あずさ）、マヤノトップガン（星谷美緒）、マンハッタンカフェ（小倉唯）、アグネスタキオン（上坂すみれ）、アドマイヤベガ（咲々木瞳）、マーベラスサンデー （三宅麻理恵）、ミスターシービー（天海由梨奈）、ツインターボ（花井美春）、サトノダイヤモンド（立花日菜）、キタサンブラック（矢野妃菜喜）、ツルマルツヨシ（青山吉能）、サクラローレル（真野美月）、ナリタトップロード（中村カンナ）、シンボリクリスエス（春川芽生）、タニノギムレット（松岡美里）、メジロラモーヌ（東山奈央）、サトノクラウン（鈴代紗弓）、シュヴァルグラン（夏吉ゆうこ）、ジャングルポケット（藤本侑里）、カツラギエース（藤原夏海） | 「うまぴょい伝説」              | ゲーム『ウマ娘 プリティーダービー』関連曲 |
| 2024年12月11日 | ウマ娘 プリティーダービー WINNING LIVE 23 | ビワハヤヒデ（近藤唯）、エアシャカール（津田美波）、ナリタタイシン（渡部恵子）、シンボリクリスエス（春川芽生）、タニノギムレット（松岡美里）、ST-2（シュガーライツ）（石川由依） | 「O - ロライズ」                | ゲーム『ウマ娘 プリティーダービー』関連曲 |
| 2024年12月11日 | ウマ娘 プリティーダービー WINNING LIVE 23 | ビワハヤヒデ（近藤唯）、エアシャカール（津田美波）、ナリタタイシン（渡部恵子）、フリオーソ（西連寺亜希）、トランセンド（塚田悠衣）、エスポワールシチー（亜咲花）、シンボリクリスエス（春川芽生）、タニノギムレット（松岡美里） | 「うまぴょい伝説」              | ゲーム『ウマ娘 プリティーダービー』関連曲 |